# Zhukove
Zhukove  (ucraniano: Жукове) es una localidad del Raión de Mykolaivka en el Óblast de Odesa de Ucrania. Según el censo de 2001, tiene una población de 224 habitantes.